# Nahuel Bustos
Nahuel Lautaro Bustos (* 4. Juli 1998 in Córdoba) ist ein argentinischer Fußballspieler, der aktuell von Manchester City an den brasilianischen Erstligisten FC São Paulo ausgeliehen ist. Der Stürmer ist seit Januar 2020 argentinischer U23-Nationalspieler.

## Karriere

### Verein
Im Alter von fünf Jahren begann Nahuel Bustos mit dem Fußballspielen beim Amateurverein Club Atlético Huracán in seiner Heimatstadt Córdoba. Neun Jahre später zog er zu Argentino Peñarol weiter. Am 24. Februar 2013 traf er in seinem Debütspiel für die erste Mannschaft des Fünftligisten im Alter von 14 Jahren, sieben Monaten und 20 Tagen beim 7:0-Sieg gegen den CA Racing de Valle Hermoso und erreichte dadurch lokale Bekanntheit. Dies blieb jedoch sein einziger Einsatz für Peñarol, denn am 5. März 2014 wurden die Transferrechte an ihm als Spieler für 40.000 Pesos an einen Geschäftsmann verkauft und er wechselte in die Jugend des professionellen Vereins Club Atlético Talleres. Mit 16 Jahren unterzeichnete er am 12. Juni 2015 seinen ersten professionellen Vertrag bei La T, verblieb jedoch weiterhin in der Juniorenmannschaft.
Am 18. Juni 2016 gab Bustos sein Debüt für Talleres in der zweitklassigen Primera B Nacional, als er beim 1:1-Unentschieden gegen die Chacarita Juniors in der zweiten Halbzeit für Nazareno Solís eingewechselt wurde. In der Spielzeit 2016 stieg er mit seinem Verein in die höchste argentinische Spielklasse auf. Sein Debüt in der Superliga gab er am 24. April 2017 (21. Spieltag) beim 1:0-Heimsieg gegen den CD Godoy Cruz. In dieser Saison 2016/17 kam er in drei weiteren Ligaspielen zum Einsatz. In der nächsten Spielzeit 2017/18 bestritt er kein einziges Ligaspiel für die erste Mannschaft, schaffte es jedoch in der U20-Mannschaft bei der Copa Libertadores Sub-20 2018 in Montevideo, Uruguay zu beeindrucken. In diesem Turnier erzielte er in der Gruppenphase in drei Spielen vier Tore, wobei ihm gegen die Auswahl des venezolanischen Vereins Atlético Venezuela ein Hattrick gelang.
Erst in der Saison 2018/19 gelang ihm unter dem neuen Trainer Juan Pablo Vojvoda der Durchbruch in der ersten Mannschaft. Beim 1:1-Unentschieden gegen den CA Vélez Sarsfield am 22. September 2018 (6. Spieltag) erzielte er in seinem zweiten Saisoneinsatz sein erstes Pflichtspieltor für Talleres. Eine Woche später traf er bei der 1:2-Auswärtsniederlage gegen den CA Patronato erneut und mit einem Doppelpack beim 3:0-Heimsieg gegen CA Belgrano am 8. Spieltag, stand seine Torausbeute nach vier Einsätzen bereits bei vier Treffern.
Nachdem er bis Mitte Dezember ein weiteres Tor hatte markieren können, schloss er sich am 28. Dezember 2018 in einem einjährigen Leihgeschäft dem mexikanischen Erstligisten CF Pachuca an. Sein erstes Spiel bestritt er am 9. Januar 2019 beim 2:1-Auswärtssieg in der Copa MX gegen den CF Atlante, bei dem er ein Tor erzielen konnte. In der Folge schaffte er es jedoch nicht, einen Stammplatz bei den Tuzos zu erobern, und kehrte nach acht Einsätzen bereits im Juli 2019 wieder zu Talleres zurück.
Dort präsentierte er sich in der Spielzeit 2019/20 in starker Form. Er war unumstrittener Stammspieler im Sturm und erzielte in 20 Ligaspielen neun Tore sowie bereitete vier weitere Treffer vor, womit er zu den besten Scorern der Liga gehörte.
Am 5. Oktober 2020 wurden die gesamten Transferrechte an Nahuel Bustos für 6,5 Millionen Euro an die City Football Group verkauft. Die weltweit operierende Fußballgesellschaft schickte den Angreifer umgehend zum spanischen Zweitligisten FC Girona, der teilweise im Besitz dieser ist. Seit 2022 ist er an den FC São Paulo ausgeliehen.

### Nationalmannschaft
Bustos war im Frühjahr 2020 für die argentinische U23-Nationalmannschaft bei der Qualifikation für die Olympischen Sommerspiele 2020 in Tokio im Einsatz. Er erzielte in drei Einsätzen einen Treffer und qualifizierte sich mit der Auswahl erfolgreich für die Endrunde.